# Cuvier (Jura)
Cuvier é uma comuna francesa na região administrativa de Borgonha-Franco-Condado, no departamento de Jura. Estende-se por uma área de 10,32 km². Em 2010 a comuna tinha 273 habitantes (densidade: 26,5 hab./km²).